# آمن امارث
آمون آمارث  (به انگلیسی: Amon Amarth) نام گروه وایکینگ/ملودیک دث متال سوئدی است که در ۱۹۸۸ با نام اسکام تشکیل شد، نام امروزی گروه در ۱۹۹۲ بر آن گذاشته شده است. آمون آمارث تنها از شرکت نشر متال بلید رکوردز برای نشر آثارش استفاده می‌کند.
موضوع و مفاهیم اشعار و موسیقی آمون آمارث بیشتر مربوط به افسانه‌های حماسی و اساطیر وایکینگ‌ها و اروپای شمالی است. 
آن ها به واسطه ی گیتارهای غمالود و حماسی ، اجراهای زنده ی بسیار شور انگیز محبوب شده اند .

## پیشینه
در ۱۹۸۸ اسکام با اعضایی چون پائول مکیتولو (دارک فیونرال ) به عنوان خواننده، اولاوی میکونن، نوازنده گیتار و تد لانداستورم، نوازنده گیتار بیس آغاز بکار کرد، گروهی که سبکش در ابتدا گریندکور به نظر می‌رسید. اما پس از پیوستن یوهان هگ به گروه، سبک آنها به ملودیک دث متال تغییر پیدا کرد. پس از آلبوم دمو در ۱۹۹۱، نام گروه نیز به عنوان فعلی تغییر کرد، تا از این پس گروه با نام آمون آمارث شناخته شود.

## آلبوم
Sorrow Throughout the Nine Worlds (EP) (1996)
(Once Sent from the Golden Hall (1998
(The Avenger (1999
(The Crusher (2001
(Versus the World (2002
(Fate of Norns (2004
(With Oden on Our Side (2006
(Twilight of the Thunder God (2008
(Surtur Rising (2011
(Deceiver of the Gods (2013
(Jomsviking (2016
(Berserker (2019